# Centaurea linifolia
Centaurea linifolia — вид квіткових рослин айстрових (Asteraceae). Ендемік півдня Іспанії.